# San Luis Potosí (miasto)
San Luis Potosí – miasto w środkowym Meksyku, na obszarze Mesy Centralnej (Wyżyna Meksykańska), na wysokości około 1880 metrów. Jest stolicą stanu o tej samej nazwie. W 2014 roku miasto liczyło około 761,7 tysięcy mieszkańców. San Luis Potosí zostało założone w 1576 roku jako ośrodek górniczy. W 1658 roku otrzymało prawa miejskie. 
Miasto jest ważnym ośrodkiem wydobycia rud cynku, ołowiu, arsenu (jeden z głównych ośrodków wydobycia w świecie) oraz srebra. Dobrze rozwinięte jest rzemiosło, hutnictwo metali nieżelaznych oraz przemysł chemiczny (między innymi produkcja nawozów sztucznych), metalurgiczny i odzieżowy. Jest handlowym ośrodkiem rolniczego regionu oraz ważnym węzłem komunikacyjnym – mieści się tutaj port lotniczy, a za pomocą linii kolejowej miasto połączone jest z portem Tampico nad Zatoką Meksykańską. W San Luis Potosí działa uniwersytet założony w 1826 roku. 

## Demografia
|  |

## Zabytki
W mieście znajdują się takie zabytki jak: 
- katedra – wzniesiona w XVI wieku, lecz obecna budowla pochodzi z przełomu XVII i XVIII wieku
- kościoły z XVIII wieku – są to między innymi: San Francisco, San Sebastian, San Miguelito oraz Nuestra Señora del Carmen
- pałac biskupi – zbudowany w XVIII wieku
- teatr
- fontanna – z przełomu XVIII i XIX wieku

## Miasta partnerskie
- Tulsa, Stany Zjednoczone
- Saint Louis, Stany Zjednoczone
- Pharr, Stany Zjednoczone
- Santander, Hiszpania
- Sant Joan de les Abadesses, Hiszpania
- Potosí, Boliwia
- Guadalajara, Meksyk
- Aguascalientes, Meksyk
- Caborca, Meksyk

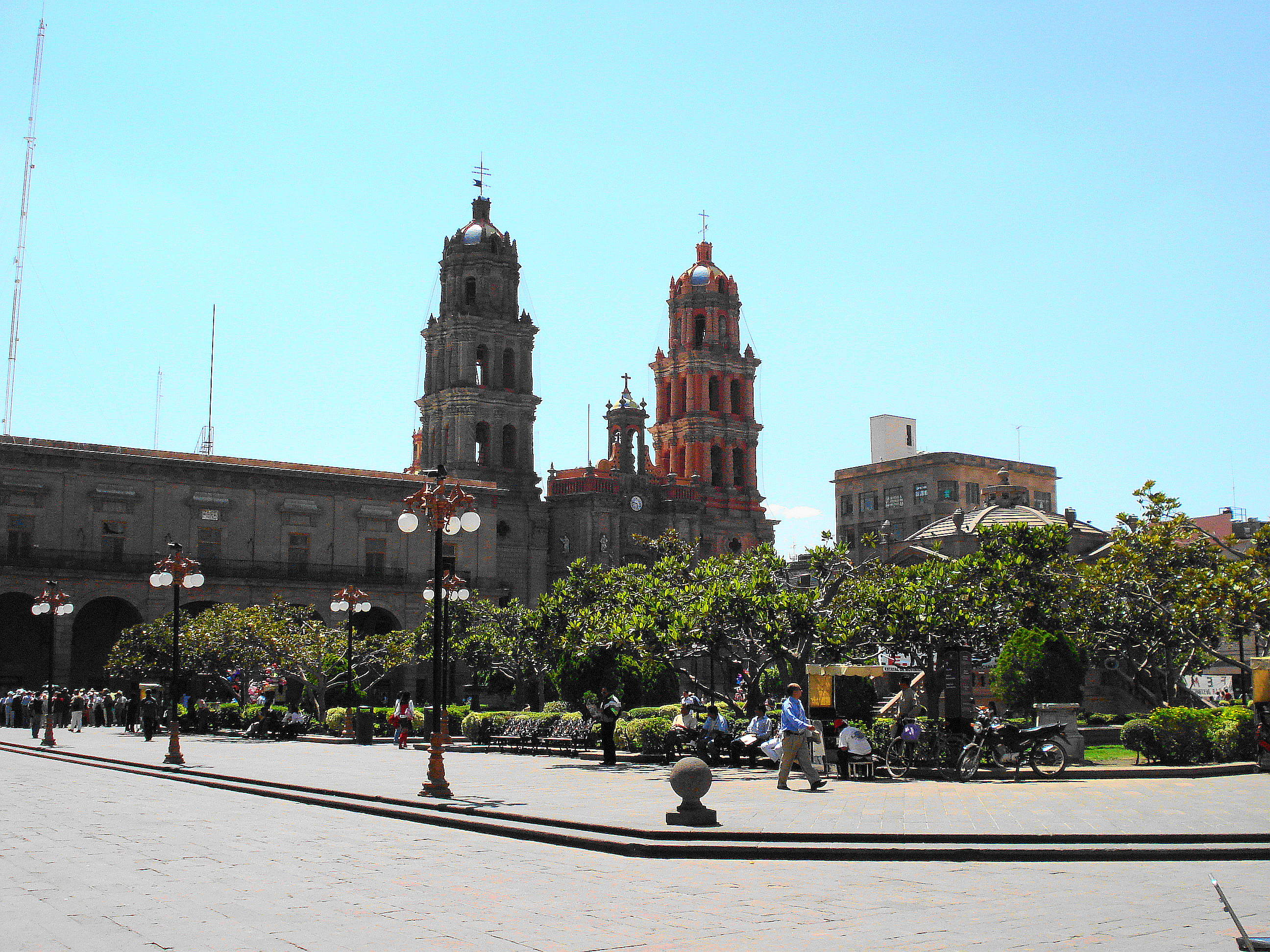
Plaza de Armas z katedrą
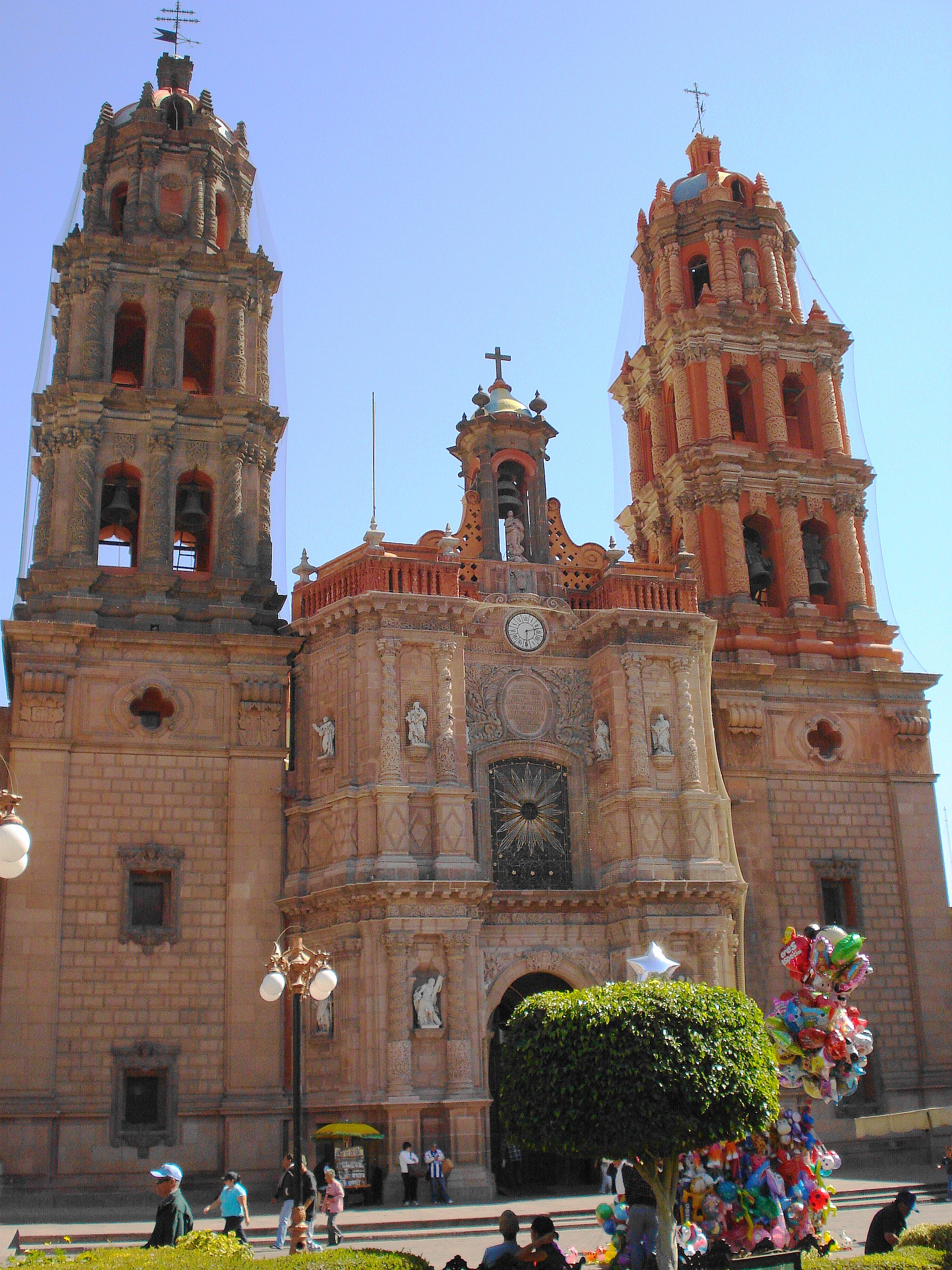
Katedra
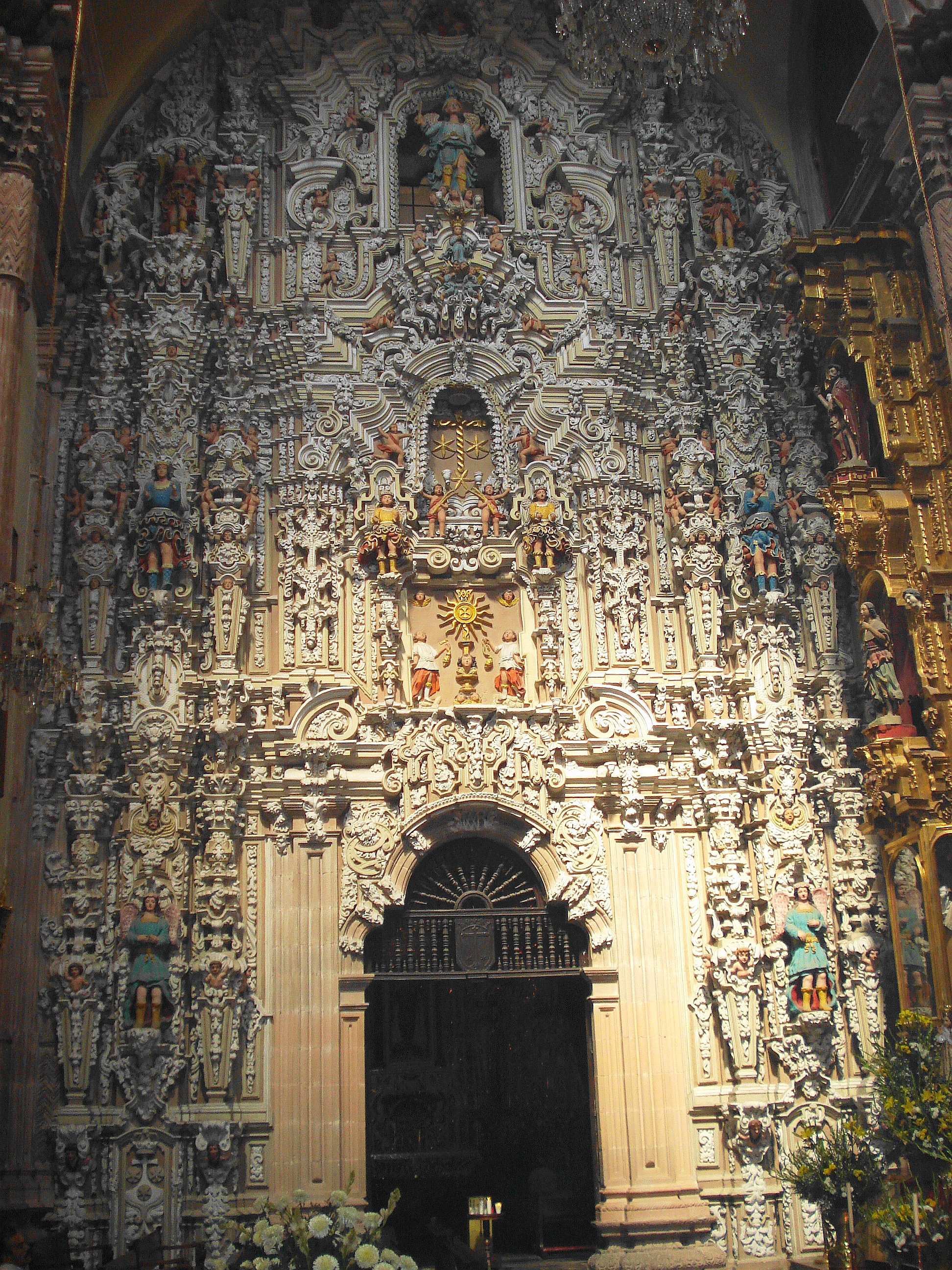
Ołtarz kościoła del Carmen
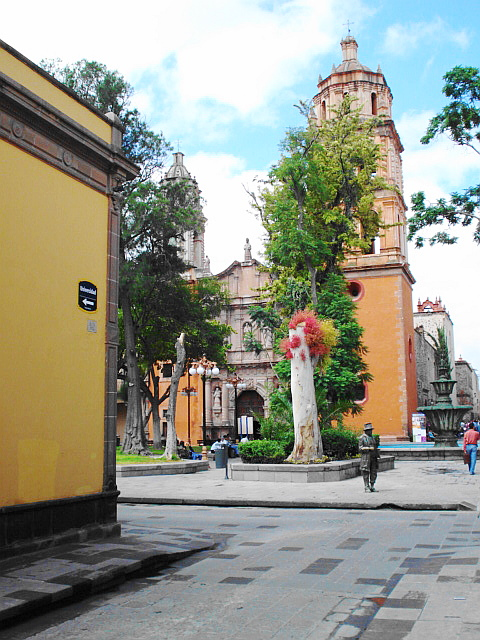
Kościół San Francisco
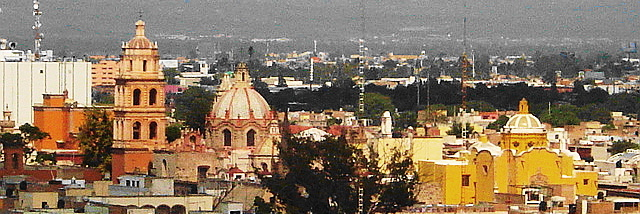
Widok na historyczne centrum
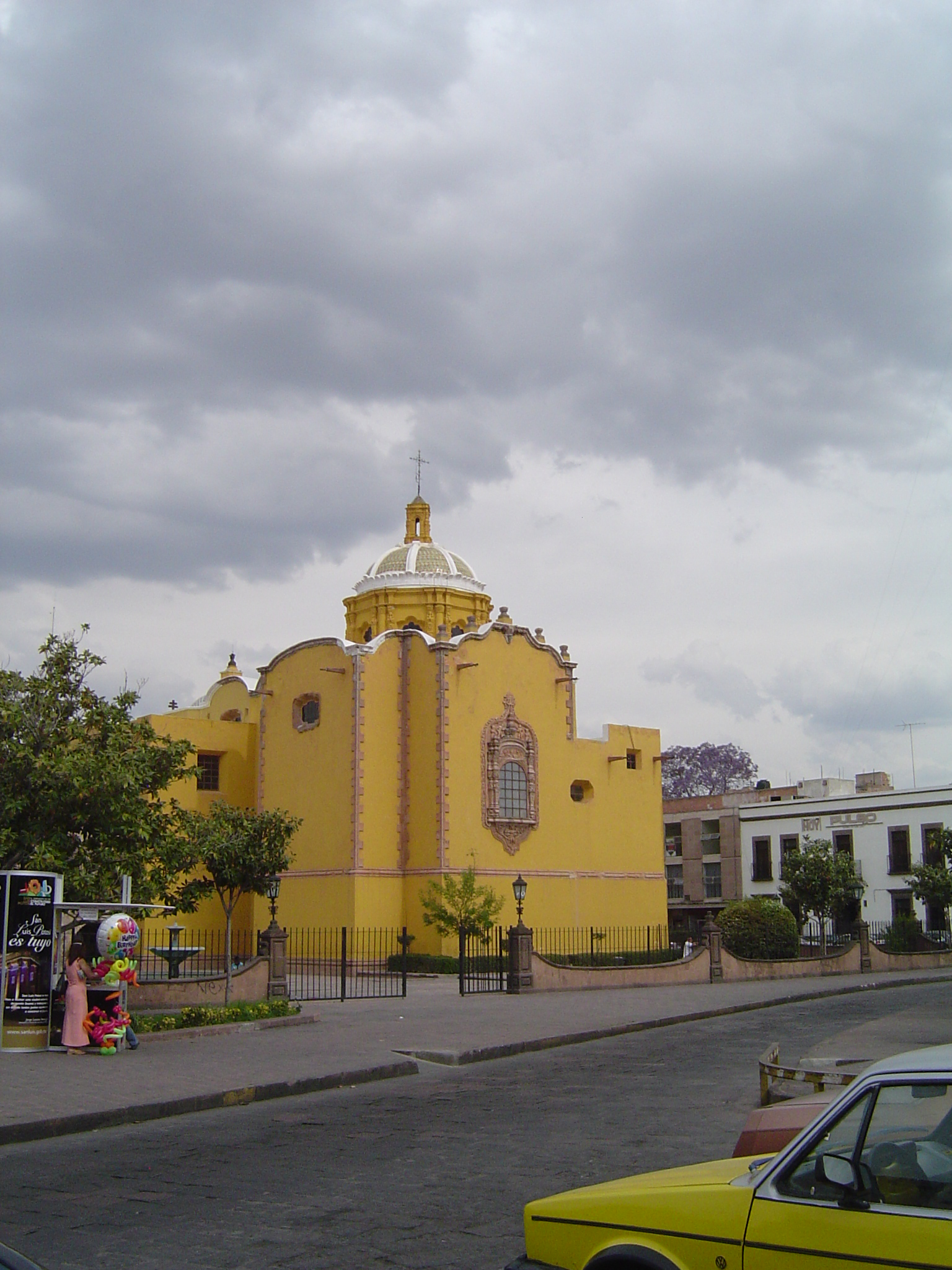
Barokowa kaplica